# Batalla de Tolmillán
La Batalla de Tolmillán fue un conflicto armado , parte de la Guerra de Arauco, desarrollada en la ribera oriental del río Itata, en el actual sector de Santa Cruz de Cuca de la comuna de Chillán de Chile. Los contendientes fueron la tropa española mandada por el gobernador Pedro de Villagra, compuesta de 150 soldados y 700 indios de guerra, y las fuerzas araucanas comandadas por el cacique Loble, que acudía a auxiliar a los indios de Reinogüelén, sin saber que habían sido derrotados.

## El combate
Siguiendo en su avance, a fines de febrero de 1565 las fuerzas de Villagra en las orillas del Itata dieron repentinamente con una fuerte agrupación mapuche de unos 1.000 hombres, en las proximidades del poblado de Tolmillán.
Eran nada menos que las fuerzas de avanzada del cacique Loble que llegaba con bastante retraso en apoyo de la posición de Reinohuelén.
Los sorprendidos mapuches, sin tener tiempo de retroceder, se refugiaron en un sitio entre los pantanos rodeado de árboles y arbustos, pero fueron cercados por Villagra. En ese instante, llegó un escuadrón de guerreros indígenas al mando del propio Loble a defender a su vanguardia y cercó, a su vez, a Villagra, quien trató de romper el cerco con un pequeño ataque de caballería, al mismo tiempo que atacaba el objetivo que tenía cercado. No tuvo éxito. Entonces, volviendo todas sus fuerzas contra el recién llegado Loble, y limitándose a guardar con unos pocos hombres la salida de los sitiados indígenas en la ciénaga, se lanzó contra Loble antes que sus fuerzas se concentrasen totalmente.
La victoria favoreció a los castellanos y Loble, para salvar a los sitiados, ofreció las paces que, como era costumbre, fueron aceptadas, no sin que antes Villagra dejase su marca al hacer cortar un dedo del pie y otro de la mano a varios prisioneros.

## Consecuencias
Villagra recorrió la zona, acompañado de Loble hasta dejarla en paz. Entregó el mando de las fuerzas a Lorenzo Bernal del Mercado que había llegado de Angol, y se dirigió a Concepción. El júbilo de los pobladores de esta ciudad fue grande, y los encomenderos del sur creyeron poder reanudar definitivamente las faenas agrícolas y mineras.